# Aulacorthum ibotum
Aulacorthum ibotum är en insektsart. Aulacorthum ibotum ingår i släktet Aulacorthum och familjen långrörsbladlöss. Inga underarter finns listade i Catalogue of Life.